# Linea di successione al trono dell'Iraq

Lo stemma della monarchia irachena.

La linea di successione al trono dell'Iraq segue il criterio della legge salica e si basa sulla costituzione dell'Iraq secondo gli emendamenti del novembre 1943.
L'erede al trono, secondo la costituzione, deve avere determinate caratteristiche:
- Deve essere di sesso maschile.
- Deve essere di nazionalità irachena.
- Deve essere discendente legittimo del re Faysal I. In mancanza di eredi maschi del re Faysal (come si è verificato nel 1958 quando Faysal II morì senza figli), la successione passa ai discendenti di Al-Husayn ibn Ali, a condizione che siano cittadini iracheni.

Il titolo di capo della casa reale irachena è attualmente conteso fra il Principe Ra'ad bin Zeid ed il Principe Faysal bin Sharif Ali bin al-Hussein, figlio del Principe Sharif Ali bin al-Hussein (1956-2022).
Ra'ad è nato nel 1936 e soddisfa il requisito della cittadinanza irachena. Inoltre a suo padre, il principe Zeid bin Hussein, venne riconosciuto il titolo di Principe in Iraq e venne nominato vice reggente dell'Iraq durante la minore età di Faysal II. Inoltre discende in linea maschile primogenita da Al-Husayn ibn Ali. Secondo la costituzione irachena, Ra'ad è ammissibile al trono. Poiché tutte le altre linee sono estinte, la  Casa Hashemita di Giordania potrebbe reclamare il trono. Tuttavia essi non soddisfano il requisito della nazionalità irachena e sono pertanto esclusi dalla successione.

## Linea di successione
L'attuale linea di successione a Ra'ad bin Zeid è la seguente:
1. Principe Zeid bin Ra'ad, nato nel 1964.
2. Principe Ra'ad bin Zeid, nato nel 2001.
3. Principe Mired bin Ra'ad, nato nel 1965.
4. Principe Rakan bin Mir'ed, nato nel 1995.
5. Principe Jafar bin Mir'ed, nato nel 2002.
6. Principe Firas bin Ra'ad, nato nel 1969.
7. Principe Faisal bin Ra'ad, nato nel 1975.